# Carlo Manacorda
Carlo Manacorda (Torino, 2 settembre 1940) è un economista italiano, esperto di contabilità pubblica.

## Biografia
Laureato in Giurisprudenza presso l'Università degli Studi di Torino, è stato professore a contratto, presso lo stesso Ateneo, di Contabilità pubblica e di Scienza delle Finanze – Bilanci pubblici, Facoltà di Economia e Facoltà di Giurisprudenza, dal 1998 al 2011. Cultore di Diritto tributario, Facoltà di Scienze politiche, dal 1997 al 2013. Presso la Facoltà di Economia è, tuttora, docente al “Master in Management delle Aziende pubbliche e delle Aziende di pubblico servizio" (MiAP).
Direttore generale dell'Istituto elettrotecnico nazionale Galileo Ferraris di Torino dal 1979 al 1990, amministratore straordinario/Direttore generale dell'Azienda U.S.L. 4 e dell'Azienda Ospedaliera C.T.O./C.R.F./Maria Adelaide del Piemonte dal 1991 al 1997, presidente della RTP-Rete Telematica Piemontese S.p.A. dal 1990 al 1993.
Componente del Comitato del Garanti della Regione Piemonte dal 2001 al 2008, componente del Nucleo di Valutazione dell'Università degli Studi di Torino dal 2002 al 2005, esperto scientifico dell'Osservatorio sulla Riforma Amministrativa della Regione Piemonte dal 2005 al 2010, componente esterno esperto dell'Organismo di Vigilanza (d. lgs. 231/2001) di Finpiemonte Partecipazioni S.p.A. – Torino dal 2008 al 2010 e vicepresidente del Consorzio per il Sistema Informativo-CSI Piemonte dal 2010 al 2011.
Componente del Consiglio dell'Università della Valle d'Aosta dal 2011 al 2014. Presidente del Nucleo di Valutazione-Organismo indipendente di valutazione della performance, presso lo stesso Ateneo, dal 2014.  
Iscritto nel Registro dei Revisori Contabili dal 2000, svolge attività didattica di formazione e di consulenza presso Enti pubblici e privati da oltre trent'anni.

## Opere
Autore di oltre 90 pubblicazioni scientifiche in materia finanziaria e contabile pubblica e di organizzazione e gestione manageriale delle amministrazioni pubbliche. Le pubblicazioni consistono in libri, studi, saggi e collaborazioni a riviste e giornali di settore. 
Collabora con editoriali su argomenti economici e giuridici. In particolare, sul portale "Lo Spiffero" del Piemonte.

### Libri
- Contabilità pubblica, 5 edizioni (ultima 2009), Giappichelli.
- Il bilancio pubblico, Giappichelli, 2008.
- Le società miste (in collaborazione con Levis M., Gromis di Trana E.), 2 edizioni (2° 2005) Ed. Il Sole-24Ore.
- Istituzioni di contabilità pubblica, 2 volumi, Giappichelli, 1997-1998.

### Saggi in Commentari
- Le società a partecipazione pubblica, in La Responsabilità amministrativa delle società e degli enti, d. lgs. 8 giugno 2001, n. 231. Commentario diretto da Levis. M. e Perini A., Zanichelli, 2014.
- Programmazione, finanza e bilancio, in Pizzetti F., Poggi A. (a cura), Commento allo Statuto della Regione Piemonte, Giappichelli, 2006.

## Onorificenze
- Commendatore dell'Ordine "Al merito della Repubblica Italiana" su proposta della Presidenza del Consiglio dei Ministri - 2 giugno 1980

| Controllo di autorità | VIAF (EN) 210278509 · SBN CFIV037860 |